# (32041) 2000 JP26
2000 JP26 (asteroide 32041) é um asteroide da cintura principal. Possui uma excentricidade de 0.21946280 e uma inclinação de 7.84974º.
Este asteroide foi descoberto no dia 7 de maio de 2000 por LINEAR em Socorro.